# Als härad

Als härad, forntida härad i Västergötland. Det är inte helt klarlagt vilka gränser det hade, men det omfattade åtminstone de fyra socknarna Saleby, Trässberg, Lanna (införlivad med Saleby i mitten av 1500-talet) och Rycka (införlivad med Trässberg vid samma tid). I mitten av 1400-talet upphörde Als härad och införlivades med Skånings härad.
I Als härad finns påtagligt många säregna ortnamn som är identiska med ett antal ortnamn på Falbygden (främst i Ållebergs fjärding), såsom Friggeråker, Lovene, Saleby, Slöta och Synnerål. Detta har gett upphov till teorier om att trakten har bebyggts genom utflyttning från Falbygden för omkring tvåtusen år sedan.